# San Cristóbal y Nieves en los Juegos Olímpicos de Atlanta 1996
San Cristóbal y Nieves estuvieron representados en los Juegos Olímpicos de Atlanta 1996 por diez deportistas, cuatro hombres y seis mujeres, que compitieron en atletismo.
La portadora de la bandera en la ceremonia de apertura fue la atleta Diane Francis. El equipo olímpico sancristobaleño no obtuvo ninguna medalla en estos Juegos.